# موسنة
موسنة منطقة يمنية في مديرية الجعفرية، ضمن محافظة ريمة، اليمن، الجمهورية اليمنية

## منطقة موسنة
تقع موسنة في مديرية الجعفرية، ضمن محافظة ريمة، اليمنية اليمن، تتوسط بين عزلة بني واقد وعزلة بني الجعد يحدها من الشمال سيلة حس ردع والمغربة والكذان ومن الجنوب زلاق الحدية ومرمجة ومن الشرق عزلة بني الجعد ومن الغرب لبينة وقفل
تختص منطقة موسنة بقسميها مُوسَنة العالية وموسنة السافلة بوجود ينابيع وجداول يستفاد منها في الشرب والسقي والانتفاعات الأخرى، وأهم المزروعات فيها المانجو والموز إضافة إلى مزروعات أخرى مثل الكاذي والجوافة والخرمش وغيرها. وتعتبر قمة جبل أسود هي الحدالفاصل بين وادي علوجة الواقع شمال غرب جبل أسود وجبل الربيض والقزعة وعزلة بني سعيد وبين وادي موسنة، وهو جزء من ثلاثة أودية مشتركة تجتمع في مجرى واحد غرب الحدية ويمتد هذا الوادي من غرب الحدية حتى يتصل بوادي قرص، ثم وادي اللواء ثم وادي الزنم الممتد إلى تهامة. وفي موسم الأمطار؛ يبدء انحدارالمياه من جبل أسود وجبل الربيض جنوبا مرورا بقرية "ردع"، والمصبحي والدار والمعيمة، وحس ردع، ويمتد إلى موسنة حتى يتصل بوادي بني واقد السافل ووادي الحدية.

## اقرا أيضا
- الحدية
- زلاق الحدية
- مديرية الجعفرية
- مغربة(صيبر)